# Orthogastropoda
Gli Orthogastropoda Ponder & Lindberg, 1996 sono una sottoclasse di molluschi gasteropodi che comprende la gran parte dei gasteropodi viventi (con la sola eccezione dei gasteropodi marini appartenenti all'ordine Patellogastropoda).

## Tassonomia
Sottoclasse Orthogastropoda Ponder & Lindberg, 1996.
- Superordine Cocculiniformia Haszprunar, 1987
- Superordine "Hot Vent Taxa" Ponder & Lindberg, 1997
  - Ordine Neomphaloida Sitnikova & Starobogatov, 1983
- Superordine Vetigastropoda Salvini-Plawen, 1989
- Superordine Neritaemorphi Koken, 1896
  - Ordine Cyrtoneritomorpha † fossile
  - Ordine Neritopsina Cox & Knight, 1960
- Superordine Caenogastropoda Cox, 1960
  - Ordine Architaenioglossa Haller, 1890
  - Ordine Sorbeoconcha Ponder & Lindberg, 1997
- Superordine Heterobranchia J.E. Gray, 1840
  - Ordine Heterostropha P. Fischer, 1885
  - Ordine Opisthobranchia Milne-Edwards, 1848
  - Ordine Pulmonata Cuvier in Blainville, 1814